# Долішня Козниця
Долішня Ко́зниця (болг. Долна Козница) — село в Кюстендильській області Болгарії. Входить до складу общини Невестино.

## Населення
За даними перепису населення 2011 року у селі проживали 53 особи, усі — болгари.
Розподіл населення за віком у 2011 році:
Динаміка населення: